# چانگی (شاندونگ)
چانگی (شاندونگ) (به لاتین: Changyi, Shandong) یک county-level division در جمهوری خلق چین است که در ویفانگ واقع شده‌است.